# Erivelto Emiliano da Silva
Erivelto Emiliano da Silva (sinh ngày 1 tháng 10 năm 1988), còn được biết với tên Erivelto, là một cầu thủ bóng đá người Brasil thi đấu ở vị trí tiền đạo cho Army United.